# Pihtipudas
Pihtipudas este o comună din Finlanda.